# 1929 Kollaa
Kollaa (asteroide 1929) é um asteroide da cintura principal, a 2,184314 UA. Possui uma excentricidade de 0,0754586 e um período orbital de 1 326,42 dias (3,63 anos).
Kollaa tem uma velocidade orbital média de 19,37752895 km/s e uma inclinação de 7,78053º.
Este asteroide foi descoberto em 20 de Janeiro de 1939 por Yrjö Väisälä.